# Сакатекас
Сакатекас (на испански: Zacatecas) е един от 31-те щати в Мексико. Сакатекас се намира в североцентрално Мексико. Сакатекас е с население от 1 367 692 жители (2005 г., 25-и по население), а общата площ на щата е 73 252 км², което го прави 10-ия по площ щат в Мексико. Столицата на Сакатекас също се казва Сакатекас.